# Miahuatlán, Omealca
Miahuatlán är en ort i Mexiko.   Den ligger i kommunen Omealca och delstaten Veracruz, i den sydöstra delen av landet, 250 km öster om huvudstaden Mexico City. Miahuatlán ligger 1 033 meter över havet och antalet invånare är 464.
Terrängen runt Miahuatlán är kuperad norrut, men söderut är den bergig. Runt Miahuatlán är det ganska tätbefolkat, med 116 invånare per kvadratkilometer. Närmaste större samhälle är Córdoba, 13,5 km norr om Miahuatlán. I omgivningarna runt Miahuatlán växer huvudsakligen savannskog.